# Aurélie Apaya
Aurélie Apaya, née le 1er janvier 1991, est une haltérophile mauricienne.

## Carrière
Aux  Championnats d'Afrique 2018, Aurélie Apaya remporte la médaille de bronze dans la catégorie des moins de 63 kg.